# 야오밍
야오밍(중국어 간체자: 姚明, 병음: Yáo Míng, 한자음: 요명, 1980년 9월 12일~)은 중화인민공화국의 은퇴한 농구 선수로 중국 농구 협회(CBA)의 상하이 샤크스와 전미 농구 협회(NBA)의 휴스턴 로키츠에서 뛰었다. NBA 올스타전에 서부 콘퍼런스 소속으로 8번 참가하였으며, NBA 올스타팀에 총 8번 선정되었다. 그가 은퇴할 때 당시에는 NBA 현역 선수 중 가장 신장이 큰 선수이기도 하였다.
NBA 휴스턴 로키츠에서 선수생활을 할 때에 트레이시 맥그래디와 원투펀치를 이루어서 기대가 되었으나 맥그래디와 야오밍 모두 번갈아 부상당하면서 플레이오프에서 좋은 성적을 거두지는 못했다. NBA 전설의 센터 샤킬 오닐이 전성기에서 내려왔을 때 넘버원 센터 자리를 놓고 드와이트 하워드 선수와 다투기도 했다. 그리고 드와이트 하워드와의 매치업에서 하워드를 압도하면서 넘버원 센터 자리를 유지하기도 했다.
2008년 8월 8일 베이징 올림픽에서 린하오와 함께 중국 선수단의 기수를 맡았다. 그의 NBA 루키 해는 도큐먼터리 영화 "야오의 한 해"의 주제가 되었고, NBA 분석가 릭 버처와 함께 자신의 저서 "야오: 두 세상에서의 인생"을 쓰기도 하였다.

## 중국 내 경력

### 유년기 시절과 CBA 경력
야오밍은 상하이에서 전 프로 농구 선수 출신이었던 부모 야오지위안과 팡펑디 사이에서 외동 아들로 태어났다. 10세 때에 5 피트 5 인치(165cm)로 자랐으며, 그때부터 중국인 스포츠 의사들의 도움으로 7피트 3인치(220cm)로 자라났다. 9세 때에 농구를 시작하면서 주니어 스포츠 학교 팀에서 활약하였다.
13세 때에 CBA 상하이 샤크스의 주니어 팀에 들어가고자 하루에 10시간 동안이나 연습을 하였다고 한다. 4년 동안 주니어 팀에서 활약한 후, 17세의 나이로 샤크스의 성인 선수로 입단하여 한 경기당 득점 10개와 리바운드 8개를 얻었다. 그러나 다음 시즌에는 발 부상을 당하여 단축되고 말았다.
샤크스는 야오밍의 세 번째 시즌과 다음 해에 CBA 결승전에 나갔으나, 둘다 바이 로키츠에게 패하고 말았다. 바이 로키츠의 왕지지가 팀을 떠나 중국 선수로서 처음으로 NBA에 진출하였고, 샤크스는 자신들의 첫 CBA 우승을 하였다. 자신의 마지막 해에 플레이오프에서 야오밍은 한 경기에 38.9점, 리바운드 20.2개를 얻었다.

### NBA 드래프트 입단
1999년 상하이 샤크스의 부감독 리야오민에 의하여 NBA 드래프트에 들어갈 작정이었다. 리야오민은 그의 총괄 매니저로서 야오밍이 에버그린 스포츠 주식회사와 계약을 맺는 데 영향을 주었다. 계약서는 에버그린이 야오밍의 수입의 33%를 가져가는 것으로 되어 있었으나 계약은 후에 무효가 되고 말았다.
야오가 2002년 NBA 드래프트에 들어가기로 결정할 때 "팀 야오"라는 조언자 그룹이 형성되었다. 팀은 야오의 협상자 에릭 장, NBA 대리 빌 더피, 중국인 대리 루하오, 시카고 대학교의 경제학 교수 존 호이징가와 BDA 스포츠 경영의 부회장 빌 샌더스였다. 야오는 전체 중 넘버원으로 선출될 것으로 예상되었다. 그러나 어떤 팀들은 CBA가 그를 미국에서 활동하도록 내버려둘지 불확실하다며 그의 NBA 적합성에 대해 우려하였다.
왕지지가 중국으로 돌아와 국가 대표 팀을 위해 뛰는 것을 거부하고 얼마 안 돼 왕지지는 중국에서의 활동을 정지당하고 CBA는 야오밍이 국가 대표 팀을 위하여 귀국해야 한다고 규정하였다. 그들은 휴스턴 로키츠가 그를 전체 중 첫 번째로 데려가지 않는 이상, 야오밍이 미국으로 가지 못 하겠다고 하였다. 야오밍이 로키츠에서 넘버원 선발이 보증된 후, CBA는 드래프트의 아침에 그가 미국에서 활약할 수 있도록 허락하였다. 로키츠가 그를 선발하자 야오밍은 미국의 대학 팀 출신이 아닌 선수로서 첫 국제적 선수가 되었다.

## NBA 경력

### 시초의 세월(2002~05)

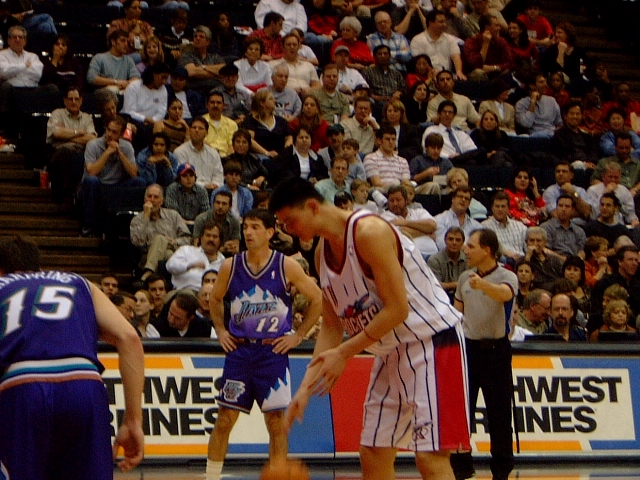
프리스로를 준비하는 야오밍

야오밍은 로키츠의 프리 시즌 훈련 캠프에 참가하지 않고, 2002년 FIBA 세계 선수권 대회에 중국 대표로 출전했다. NBA 시즌 개막 후 그는 인디애나 페이서스와의 첫 경기에서 득점 없이 리바운드 2개를 기록했고, 첫 득점은 덴버 너기츠와의 경기에서 거뒀다. 그의 첫 게임 7에서 14분 간 뛰면서 4점을 기록했지만, 11월 17일 필드에서 완벽한 9분의 9와 로스앤젤레스 레이커스를 상대로 프리스로에서 2분의 2로 20점을 획득하였다.
마이애미 히트는 2002년 12월 16일 마이애미에서 열린 야오밍과의 첫 경기에서 포춘 쿠키 8,000개를 돌렸다. 이는 아시아 선수에 대한 고정관념이었지만, 야오밍은 미국식 고정 관념에 대해 익숙하지 않아 불쾌해 하지 않았다. 야오밍은 2003년 1월 17일 샤킬 오닐을 처음으로 만난 경기에서 2번이나 오닐을 막았고, 10분 남았을 때 덩크슛을 하기도 했다. 야오밍은 10 득점, 10 리바운드, 6 가로채기를 기록했고, 오닐은 31 득점, 13 리바운드, 0 가로채기를 기록했다.
2003년 NBA 올스타 경기를 위한 시작 선수들의 팬 투표를 위하여 NBA는 올스타 투표를 3개의 언어, 영어, 스페인어, 중국어로 제공하였다. 야오밍은 오닐보다 약 5만 2천 표 가까이 얻었으며, 1995년 그랜트 힐 이래 올스타 경기부터 시작하는 첫 루키 선수가 되었다.
야오는 자신의 첫 루키 시즌에서 기록한 경기에 13.5 득점, 8.2 리바운드를 기록하였고, NBA 올해의 루키 상 투표에서 2위를 얻었다. 또한 스포팅 뉴스의 올해의 루키로 선정되었고, 올해의 로리어스 새로운 선수 상을 수상하였다.
야오밍의 두번 째 시즌의 시작 전에 로키츠의 총감독 루디 토먀노비치는 자신의 건강 문제로 사임을 하였고, 뉴욕 닉스의 총감독 제프 밴 건디가 임명되었다. 밴 건디 감독이 야오밍에게 공격을 집중한 후, 야오밍은 시즌을 위하여 득점과 리바운드에서 경력 최고 기록을 기록하였고, 2004년 2월 애틀랜타 호크스와의 경기에서 최고 득점 41, 7개의 도움을 기록하였다. 또한 2년 연속 2004년 NBA 올스타 경기에서 웨스턴 컨퍼런스를 위한 스타트 센터로 선정되었다. 야오밍은 17.5 득점, 9.0 리바운드를 기록하면서 시즌을 마쳤다. 로키츠는 야오밍의 활약으로 플레이오프에 첫 진출하였으며 웨스턴 컨퍼런스에서 7번째 시드를 요구하였다. 첫 라운드에서 레이커스는 5개의 경기에서 로키츠를 탈락시켰다. 야오밍은 자신의 첫 플레이오프 시리즈에서 15.0 득점, 7.4 리바운드를 기록하였다.
2004년의 여름에 로키츠는 올랜도 매직에서 트레이시 맥그래디를 영입하고, 스티브 프랜시스와 커티노 모블리를 매직으로 트레이드시켰다. 맥그래디와 야오밍 둘 다 2005년 올스타 경기에 시작 선수로 뽑혔고, 총 2,558,278개의 투표와 함께 가장 많은 올스타 투표로 마이클 조던의 전 투표 기록을 깼다. 웨스턴 컨퍼런스에서 로키츠는 51개의 경기를 우승하여 5위에 올랐고 2연속 플레이오프에 진출하여 댈러스 매버릭스와 맞붙었다. 로키츠는 첫 2 경기에서 댈러스에 승리를 거두고 야오밍은 두 번째 경기에서 14개의 슛 중에 13개를 성공시켜 로키츠 역사상 플레이오프에서 최고 슈팅 기록을 얻었다. 그러나 로키츠는 그들의 마지막 5개의 경기에서 4 경기를 패하였고, 40 득점으로 게임 7을 패하여 NBA 역사상 가장 큰 게임 7 적자를 내고 말았다. 시리즈를 위한 야오밍의 마지막 기록은 65%의 슈팅에 21.4 득점과 7.7 리바운드였다.

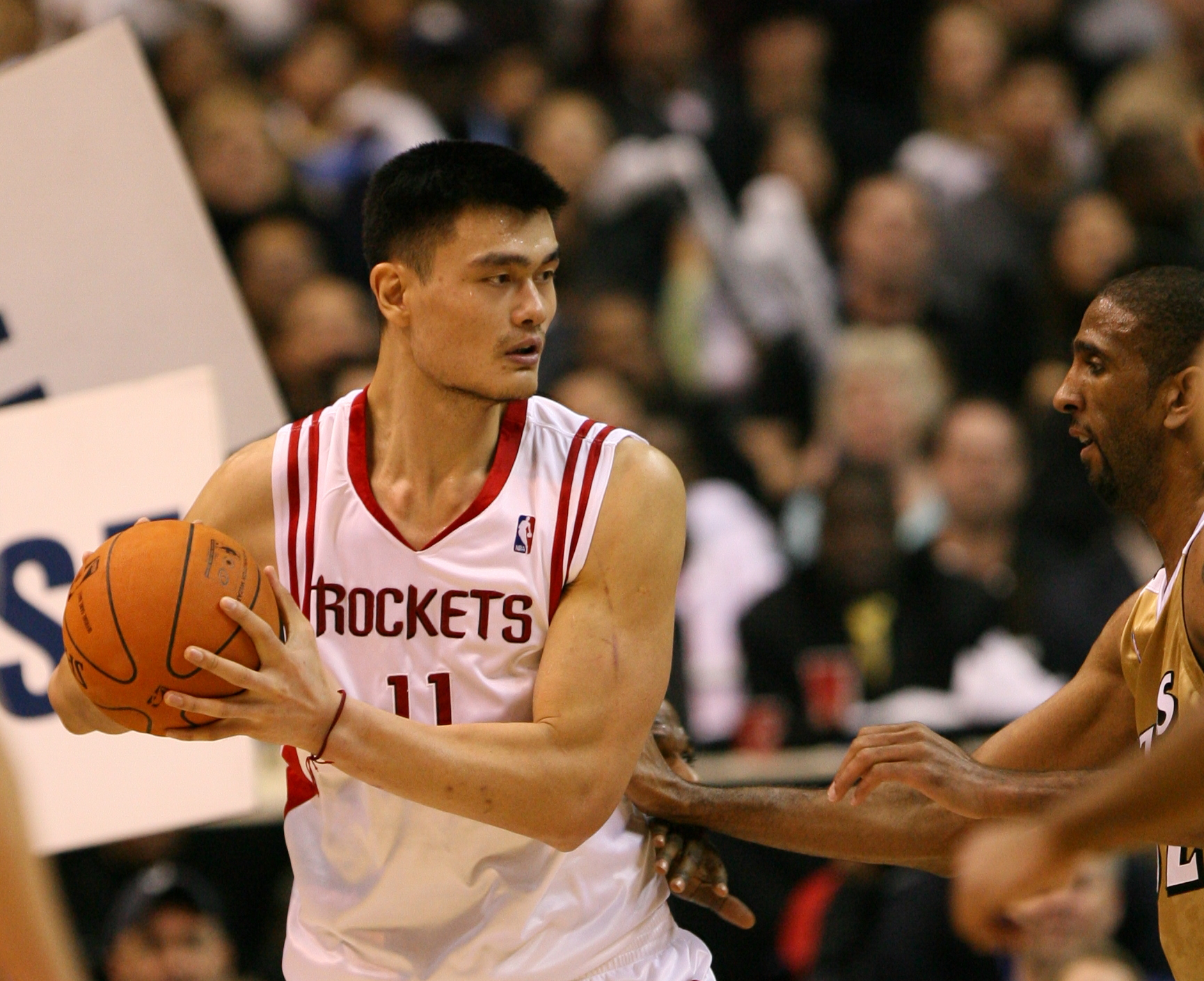
자신의 5번째 시즌에서 야오는 한 경기에 경력이 높은 25점을 득점하였다

### 부상 재앙의 시즌(2005~11)

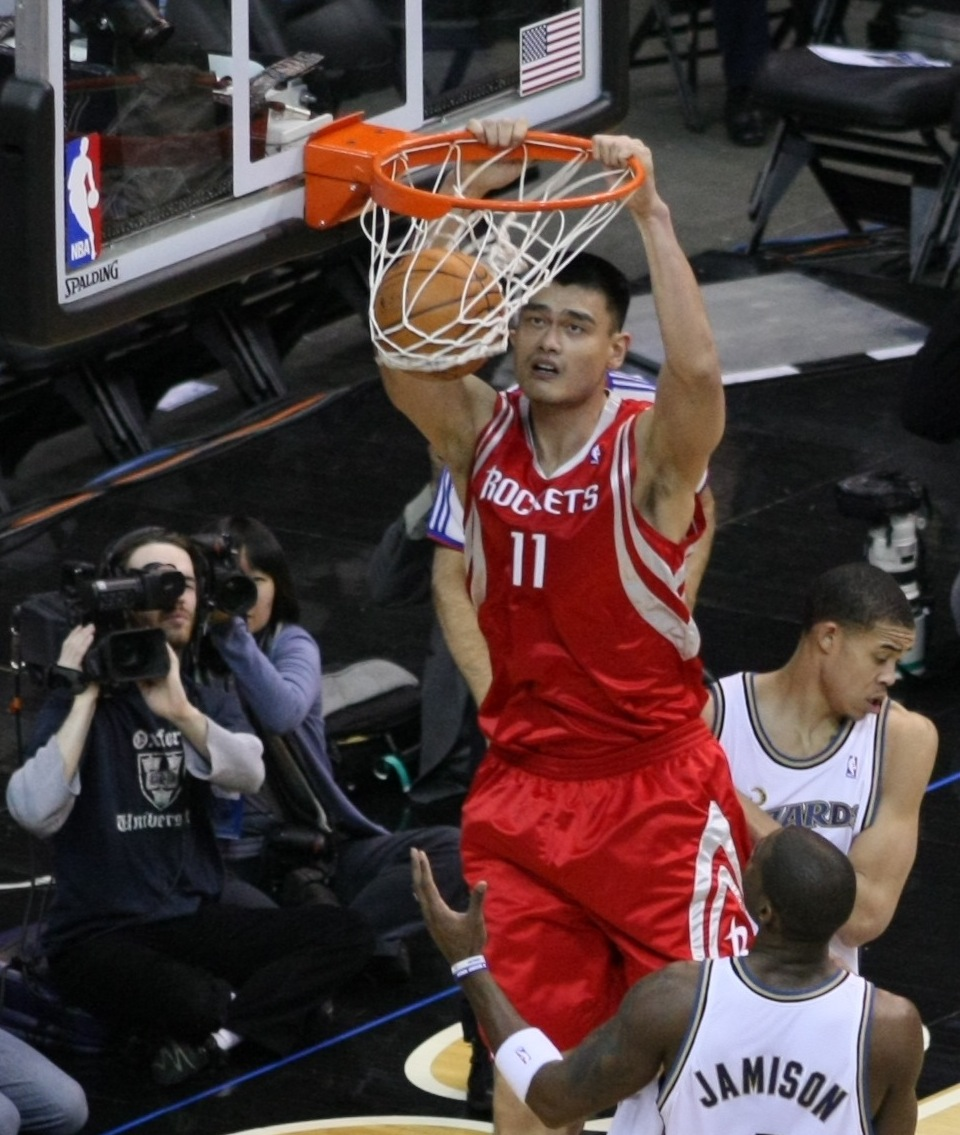
야오밍의 슬램덩크 슛

자신의 NBA 활약의 첫 3년 동안 246개의 경기에서 2개만을 놓친 야오밍은 2005년 12월 18일 자신의 왼발의 엄지 발가락에 골수염이 생겨 수술을 받은 후에 자신의 4번째 시즌 동안 긴 기간 활동하지 않으며 회복 기간을 견디었다. 회복될 동안에 21개의 경기를 놓쳤음에도 불구하고 야오밍은 2006년 NBA 올스타 시작경기에서 수많은 팬들의 투표를 얻었다.
올스타 브레이크 후에 25개의 경기에서 야오밍은 한 경기 당 25.7 득점, 11.6 리바운드를 기록하였다. 57개의 경기에서 그의 마지막 기록은 한 경기에 22.3 득점, 10.2 리바운드였다. 그러나 트레이시 맥그래디는 자신의 등에 발작을 일으켜 시즌에 47개의 경기 밖에 뛰지 못하였다. 야오밍과 맥그래디는 31개의 경기에서만 함께 활약하였고, 로키츠는 34개의 경기밖에 우승하지 못하여 플레이오프 진출에 실패하였다. 시즌에 4개의 경기밖에 남지 않으면서 야오밍은 2006년 4월 10일 유타 재즈와의 경기에서 또다른 부상을 당하여 자신의 왼발 뼈가 부러지고 말았다. 그 부상으로 인해 그는 6개월 동안 휴식을 가졌다.
5번째 시즌에 들어서면서 야오밍은 또 다시 부상을 당하였는데, 이번에는 12월 23일 슛을 막으려는 시도를 하다가 자신의 오른쪽 무릎이 부러졌다. 그 득점이 올라가면서 그는 한 경기에 26.8 득점, 9.7 리바운드, 2.3 스틸을 기록하였고, NBA의 MVP 후보로 올랐다. 그는 자신의 5번째 올스타 시즌에 활약하지 못하고, 34개의 경기를 놓친 후 2007년 3월 4일 의료적인 이유로 경기에 제거되었다.
야오밍의 결장에도 불구하고 로키츠는 첫 라운드에서 재즈와 맞붙으면서 플레이오프 진출에 성공하였다. 로키츠는 첫 2개의 경기를 이겼으나, 그러고 나서 5개의 경기 중에 4개를 패하여 게임 7에서 탈락되었다. 4번째 쿼터에서 야오밍은 29점을 득점하였다. 시리즈를 위하여 25.1 득점, 10.3 리바운드를 기록하였지만, 그는 자신의 임무를 다하지 않았다고 말하였다. 시즌의 마지막 후에 그는 두번이나 올 NBA 서드 팀에 뽑힌 후, 자신의 경력 처음으로 올 NBA 세컨드 팀에 선택되었다.
5월 18일 로키츠가 플레이오프에서 탈락한 후, 밴 건디 코치는 해임되었다. 3일 후에 전 새크라멘토 킹스 감독 릭 아델만이 로키츠의 감독으로 임명되었다.
11월 9일에 야오밍은 같은 중국인 NBA 선수이자 밀워키 벅스의 이잔랸과 맞붙었다. 로키츠가 104 대 88로 우승한 경기가 중국에서는 19개의 방송국에서 중계되었고, 중국 안에서만 2억 이상의 사람들이 보면서 역사상 NBA에 가장 많은 관중을 끌어들인 경기들 중 하나가 되었다. 2008년 NBA 올스타 경기에서 야오밍은 또 다시 웨스턴 컨퍼런스의 시작 경기 센터에 뽑혔다. 올스타 주말 전에 로키츠는 8 연속으로 우승하고, 휴식 후에 12개의 경기에서 연속 우승을 가져갔다. 2월 26일 그러나 자신의 왼발에 스트레스 골절을 입어 남은 시즌에 참여 하지 못할 거 같다는 보도가 나왔다. 2008년 NBA 플레이오프를 놓쳤으나 2008년 베이징 올림픽은 놓치지 않았다. 그의 부상 후에 로키츠는 NBA 역사상 두 번째로 긴 22 경기 연승을 이어나갔다. 3월 3일 성공적으로 수술을 받았으며, 뼈를 강화하기 위해 자신의 발에 나사를 박았고 회복 기간은 4개월 안으로 예상되었다. 55번의 경기에서 야오밍의 마지막 기록은 한 경기에 22.0 득점, 10.8 리바운드, 1.0 스틸이었다.
다음 시즌에 야오밍은 77개의 경기에서 활약하였고, 2004~05 시즌 이래 자신의 완전 첫 시즌에 19.7 득점, 9.9 리바운드를 득점하였다. 2월에 맥그래디가 시즌이 끝날 무렵 부상을 당했음에도 불구하고 로키츠는 53개의 우승과 웨스턴 컨퍼런스에서 5번째 시드와 함께 끝냈다. 첫 라운드에서 포틀랜드 트레일블레이저스와 맞붙으면서 야오밍은 첫 경기에서 9분의 9에 24점을 득점하였으며 로키츠는 108 대 81로 우승하였다. 로키츠는 휴스턴에서 그들의 경기를 모두 우승하여 1997년 이래 처음으로 플레이오프의 두 번째 라운드로 진출하였다.
로키츠는 두 번째 라운드에서 레이커스를 이겼으며, 야오밍은 28점을 득점하고 마지막 4분에 8점과 함께 로키츠가 100 대 92로 우승하도록 이끌었다. 그러나 로키츠는 다음 2개의 경기에서 패하였고 야오밍은 게임 3 이후에 발목을 삐었다는 진단을 받았다. 그가 빠지면서 로키츠는 결국 7개의 경기에서 패하고 말았다.
2009년 7월에 야오밍은 의사와 부상에 대해 논의하였고 로키츠는 불능 선수 열외 신청을 하였다. 팀은 열외를 받아들이고 자유 계약 선수 트레버 애리자에게 대략 5천 700만 달러를 썼다. 야오밍은 2009~10 시즌에 뛰지 않았다.
2010~11 시즌을 위하여 로키츠는 한 경기에 24분으로 야오밍을 제한시키겠다고 말하였는데, 그들의 목표는 그를 장기적으로 건강하게 지키자는 것이었다. 2010년 12월 16일 이전의 부상으로 인한 자신의 왼쪽 발목에 스트레스를 받아 시즌의 나머지를 놓칠 것 같다고 보도되었다. 2011년 1월에 그는 9개의 시즌 중에 8번째로 NBA 올스타 경기에 웨스턴 컨퍼런스의 시작 센터로 뽑혔다. 부상당한 올스타들은 보통 올스타 축전에 참석하여 경기에 소개를 권유 받지만, 야오밍은 자신의 수술 후에 복귀 일정 때문에 로스앤젤레스에 나타나지 않았다. 시즌 마지막에 야오밍의 로키츠와 계약이 만기되면서 그는 자유 계약 선수가 되었다.

## 은퇴
야오밍은 2011년 7월 20일 상하이에서 기자 회견을 열고 현역 은퇴를 선언했다. 시나 웨이보에는 그의 은퇴에 관한 소감이 1천 200만개 이상 전달되었다. NBA 위원 데이비드 스턴은 야오밍의 은퇴와 관련해, 야오밍이 "중국인과 미국인 팬들 사이의 다리"였고 그는 "재능, 기부, 인도주의와 유머 감각의 멋진 혼합"을 가졌다고 말했다. 그는 네이스미스 농구 명예의 전당의 후보로 선정됐다.